# 费尔南多·科雷亚
费尔南多·科雷亚（Ferdnando Correa，1974年1月6日—），是一名乌拉圭职业足球运动员，场上司职前锋，曾长期在西班牙甲级联赛效力。2007年他曾加盟上海申花，但是状态不佳，而且很快被媒体追究他过去曾服用毒品的不良记录，最终被申花解除合同，转而将外援名额用于里卡德。
1. ↑  . 东方网. 2008-01-16  [2008-08-01]. （原始内容存档于2016-03-05）.